# Dział (Wysoki Dział)
Dział (Hruń) (830 m n.p.m.) – szczyt w Bieszczadach Zachodnich, w paśmie Wysokiego Działu.

## Szlaki turystyczne
- Sanok – Morochów – Pogary (641 m n.p.m.) – Suliła (759 m n.p.m.) – Przełęcz pod Suliłą (609 m n.p.m.) – Dział – Chryszczata (997 m n.p.m.)